# Budzewo
Budzewo [buˈd͡zɛvɔ] (tiếng Đức: Groß Budschen) là một ngôi làng thuộc khu hành chính của Gmina Budry, thuộc huyện Węgorzewo, Warmińsko-Mazurskie, ở phía bắc Ba Lan, gần biên giới với tỉnh Kaliningrad của Nga. Nó nằm khoảng 4 kilômét (2 mi) phía bắc Budry, 12 km (7 mi) về phía đông bắc của Węgorzewo và 107 km (66 mi) về phía đông bắc của thủ đô khu vực Olsztyn.